# ホシダカラ
ホシダカラ（星宝）、学名 Cypraea tigris は、吸腔目タカラガイ科に分類される巻貝の一種。インド太平洋熱帯海域のサンゴ礁に広くみられる大型のタカラガイで、貝殻は収集対象や工芸品素材となる。和名は「貝」をつけホシダカラガイ（星宝貝）と呼ばれることもある。

## 形態
成体は殻高110mm・殻径70mmを超え、タカラガイ科の中でも大型種である。成体の殻は他のタカラガイと比べても丸みが強く重厚である。殻の背面は白-橙褐色の地に黒-黒褐色の斑点を散らすが、地色や斑点の色・大きさ・密度には個体変異がある。また背面のやや片側に寄って（外唇側）赤い線が1本入る。これは殻口の両側から伸びる外套膜が合流する部分である。黒斑は側面から殻口側にも及ぶが、殻口周辺は白くて模様はない。殻口の歯状突起は23個前後である。なお殻の表面は黒斑模様だが、厚い殻の内部には褐色・紫・白などの層もある。
若い個体の貝殻は殻口が大きく開き、ナツメガイの貝殻に似る。表面も黒斑模様ではなく横縞模様である。
活動時に殻を覆う外套膜は白っぽく、黒い群雲状の模様があり、各所に先端が白い肉質突起がある。活動中はウミウシ類やイソギンチャク類のようにも見える。
和名「ホシダカラ」は、殻表の黒斑を星に見立てている。一方、学名の種小名"tigris"と英名の"Tiger"はどちらもトラを意味するが、これは若い個体の横縞模様に由来する。

## 生態
アフリカ東岸からハワイ諸島、ポリネシア、オーストラリア北部まで、インド太平洋の熱帯海域に広く分布する。日本では紀伊半島以南で見られ、南西諸島で個体数が多い。死滅回遊とみられる若い個体は九州北部、山口県、三浦半島等でも見つかる。日本産タカラガイ類の中ではムラクモダカラ Chelycypraea testudinaria、ハチジョウダカラ Mauritia mauritiana と並ぶ最大級の種類である。
浅い海のサンゴ礁に生息する。夜行性で、昼は物陰に潜む。若い個体は藻類やデトリタスを食べるが、成長するとカイメン、ソフトコーラル、イソギンチャク、ヒトデ、ウニ等を捕食する肉食性に変わる。

## 利用
ホシダカラの貝殻は他のタカラガイ類と同様にコレクションの対象となる。また厚い貝殻に色の異なる層があることを活かしてカメオ等の工芸品素材にも利用される。但し、利用に伴う乱獲や生息地であるサンゴ礁の破壊が重なり、ホシダカラの個体数は減少している。

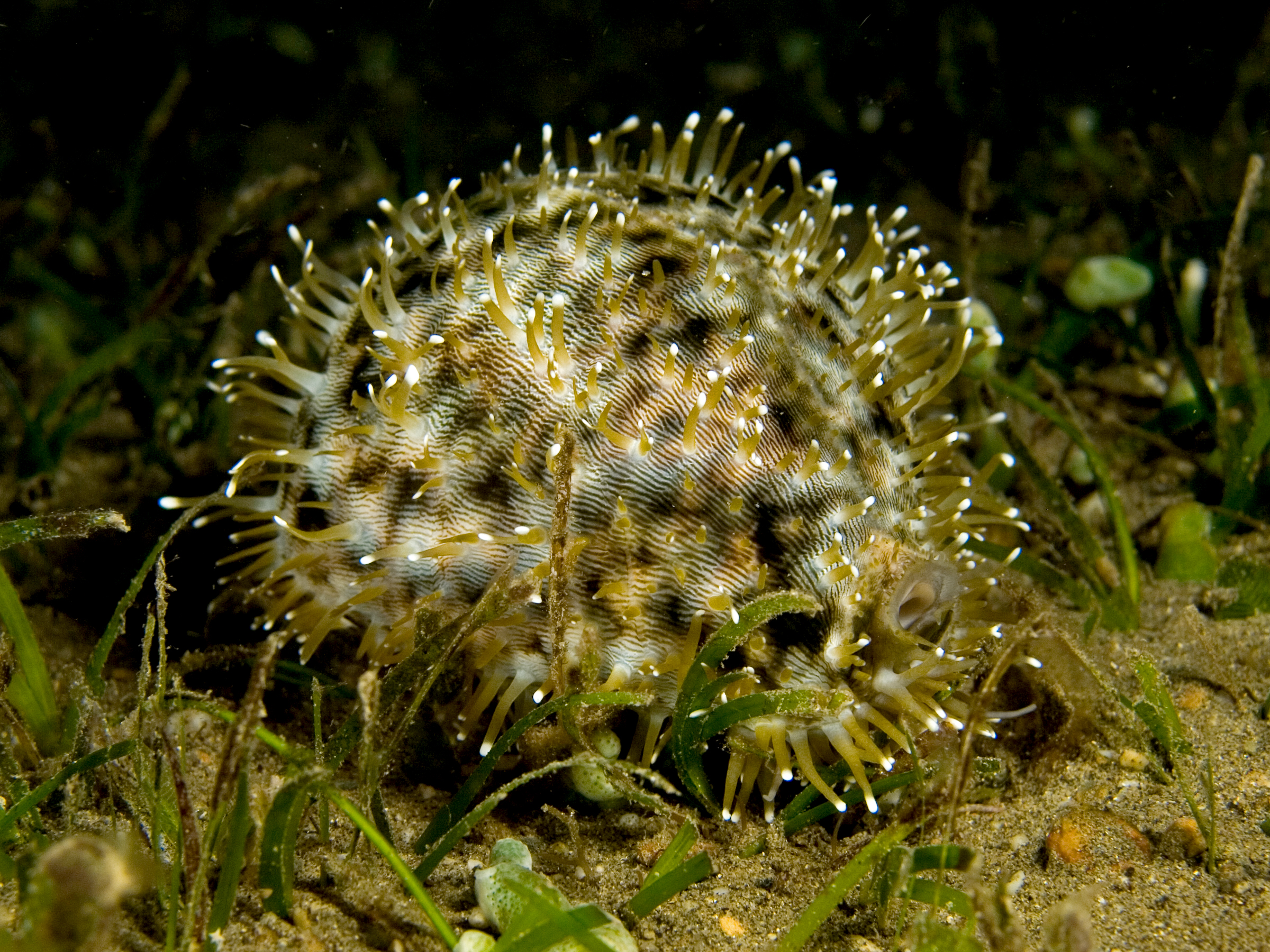
活動時は外套膜で殻を覆う
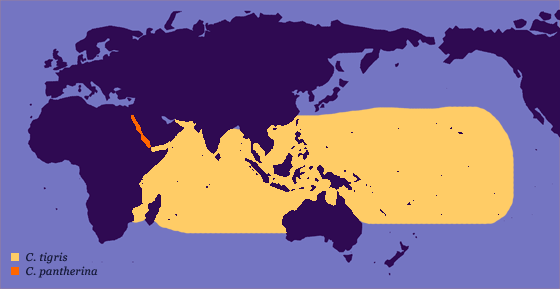
ホシダカラ（黄）とヒョウダカラ（橙）の分布域。近縁種ヒョウダカラの分布は紅海周辺に限られる
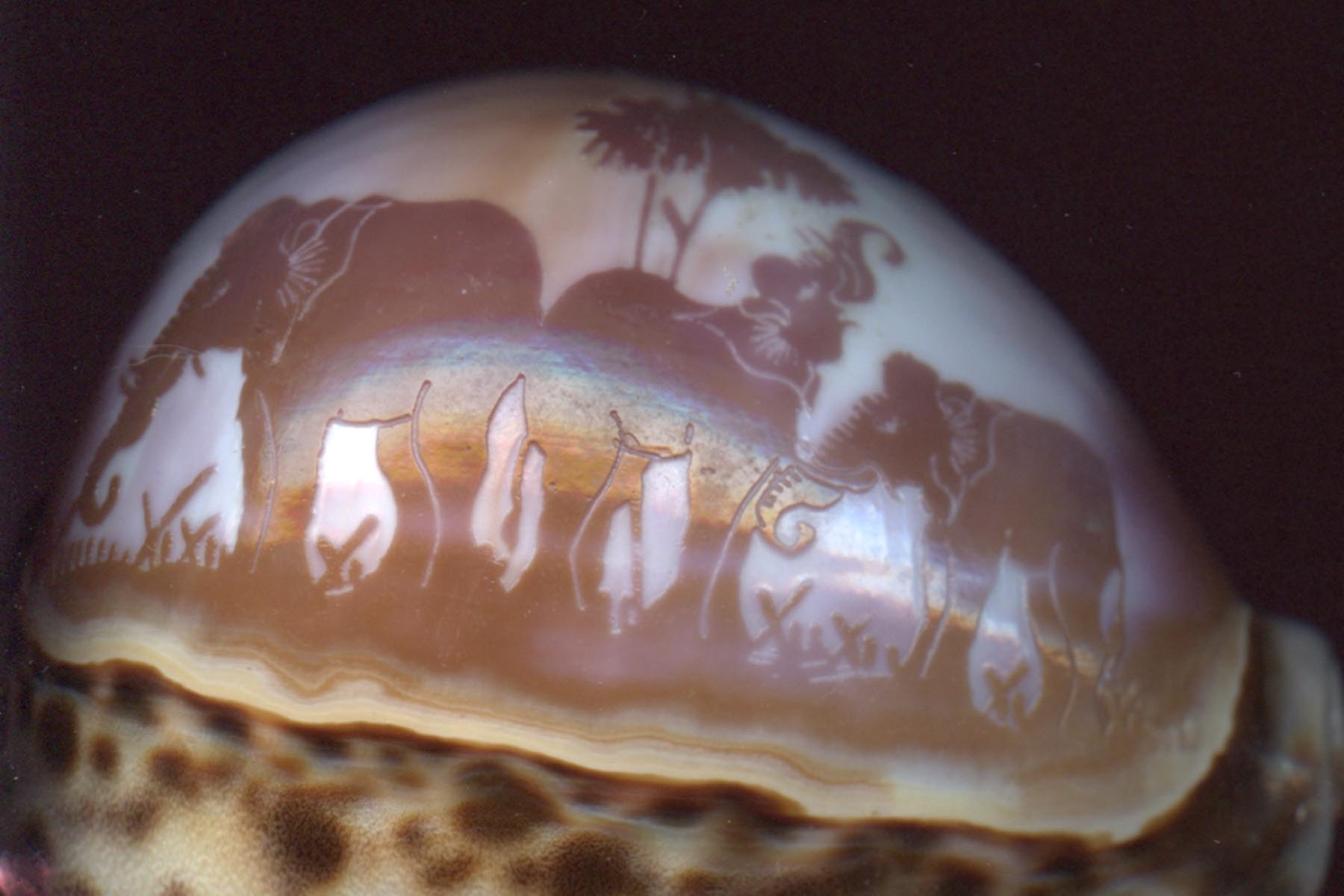
カメオの作品例。本種の貝殻を削ると異なる色の層が現れる